# Billstedt
Billstedt è un quartiere di Amburgo, appartenente al distretto di Hamburg-Mitte.

## Storia
Nel 1937 la cosiddetta "legge sulla Grande Amburgo" decretò la cessione del comune di Billstedt dalla Prussia al Land di Amburgo.